# 乐大克
乐大克（1960年3月—），男，江西东乡人，中华人民共和国政治人物。

## 生平
1976年12月在江西省东乡县红星垦殖场任知青，1983年3月加入中国共产党。毕业于江西省东乡师范学校、中国刑事侦察学院、江西大学夜大汉语言文学专业、江西省委党校青干班、中国现代国际关系研究院国际关系专业及中央党校中青班，博士研究生学历。历任江西省公安厅九处干部、二科副科长、秘书科科长、九处副处长、上高县公安局副局长、江西省国家安全厅二处副处长、二处处长、副厅长。
2004年9月进入西藏，任西藏自治区国家安全厅党委书记、厅长。2013年1月任西藏自治区人大常委会副主任。2015年6月26日因涉嫌严重违纪违法被组织调查，他是十八大以来西藏自治区首个被调查的省部级官员。2015年10月30日被双开，移送司法机关。2016年9月26日，最高人民检察院发布消息：西藏自治区人大常委会原副主任乐大克涉嫌受贿一案，由最高人民检察院指定河南省人民检察院侦查终结后，移送河南省郑州市人民检察院审查起诉。郑州市人民检察院已向郑州市中级人民法院提起公诉：被告人乐大克利用担任西藏自治区国家安全厅党委书记、厅长，西藏自治区人大常委会副主任职务上的便利，为他人谋取利益，非法收受他人巨额财物，依法应当以受贿罪追究其刑事责任。
2016年12月30日，乐大克因受贿1873万元被郑州中院判处有期徒刑13年，并处罚金二百万元。